# Honda 1300
Honda 1300 — компактный автомобиль, выпускавшийся с 1969 по 1972 год японской компанией Honda.

## История
Во время разработки частые изменения, иногда вносимые ежедневно, затрудняли производство. Соитиро Хонда был непреклонен в том, что двигатель должен иметь воздушное, а не водяное охлаждение, утверждая, что поскольку двигатели с водяным охлаждением в конечном итоге используют воздух для охлаждения воды, можно реализовать воздушное охлаждение с самого начала.
Официально Honda 1300 дебютировал в мае 1969 года. Первоначально существовало две комплектации: Series 77 (с двигателем с одним карбюратором мощностью 74 кВт (100 л. с.) по стандарту SAE) и Series 99 (с двигателем с четырьмя карбюраторами мощностью 85 кВт (115 л. с.) по стандарту SAE). Цена Series 77 составляла 488000 йен, а Series 99 — 710000 йен. Опционально автомобиль имел автоматическую коробку передач и систему кондиционирования.
Презентация Honda 1300 проходила в октябре 1968 года на Токийском автосалоне, однако производство началось только в первые месяцы 1969 года. В мае 1969 года продажи Honda 1300 начались на японском рынке. Сообщалось, что запуск был отложен на пару месяцев, поскольку президент компании Соитиро Хонда посчитал стиль автомобиля, представленного годом ранее на Токийском автосалоне, неприемлемо пресным и призвал к редизайну. Современные комментаторы не упускают из виду то, что сам Хонда в то время владел и часто ездил на Pontiac Firebird, а разделённые воздухозаборники на передней части Honda 1300 вызывали предположения, что дизайнеры Honda также знали о любви босса к своему Pontiac.
Несмотря на восторженные заявления дилеров Honda в США, автомобиль Honda 1300 никогда не продавался на американском рынке. Также не существует каких-либо свидетельств о каких-либо регулярных усилиях по поставкам в Европу. Сохранившиеся экземпляры, по всей видимости, находятся в странах, граничащих с Тихим океаном. С европейской точки зрения, объём и размеры двигателя автомобиля позволили бы ему занять место в конкурентном секторе небольших семейных седанов объёмом 1300 см3, хотя ширина 1400 мм, которая, как сообщается, была выбрана для того, чтобы претендовать на более низкий налоговый класс на внутреннем японском рынке, была значительно ниже европейского стандарта, представленного такими автомобилями, как Ford Escort. Ввиду объёма двигателя 1,3 л японские покупатели экономили на налогах, поскольку, в отличие от конкурентов с более крупными двигателями, должен был взиматься ежегодный дорожный налог.

В феврале 1970 года в модельный ряд было добавлено двухдверное купе с удлинённой передней частью. Версия Coupé 7 оснащена двигателем мощностью 95 л. с. по стандарту DIN, в то время как версия Coupé 9 оснащена двигателем мощностью 110 л. с. по стандарту DIN.

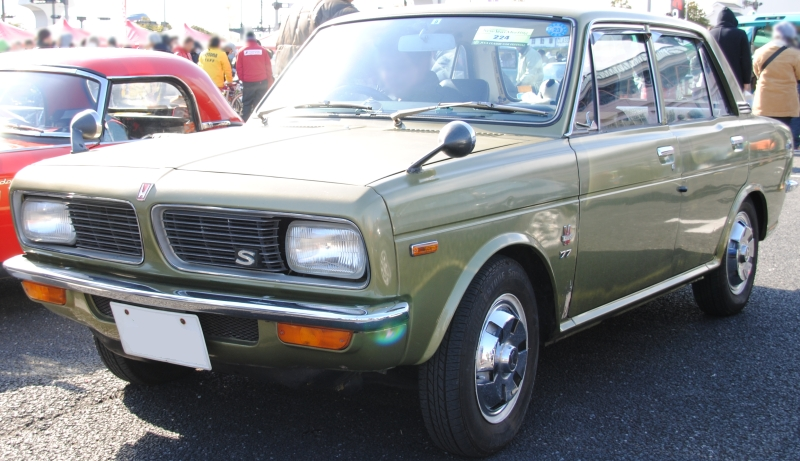
Honda 1300 Series 77
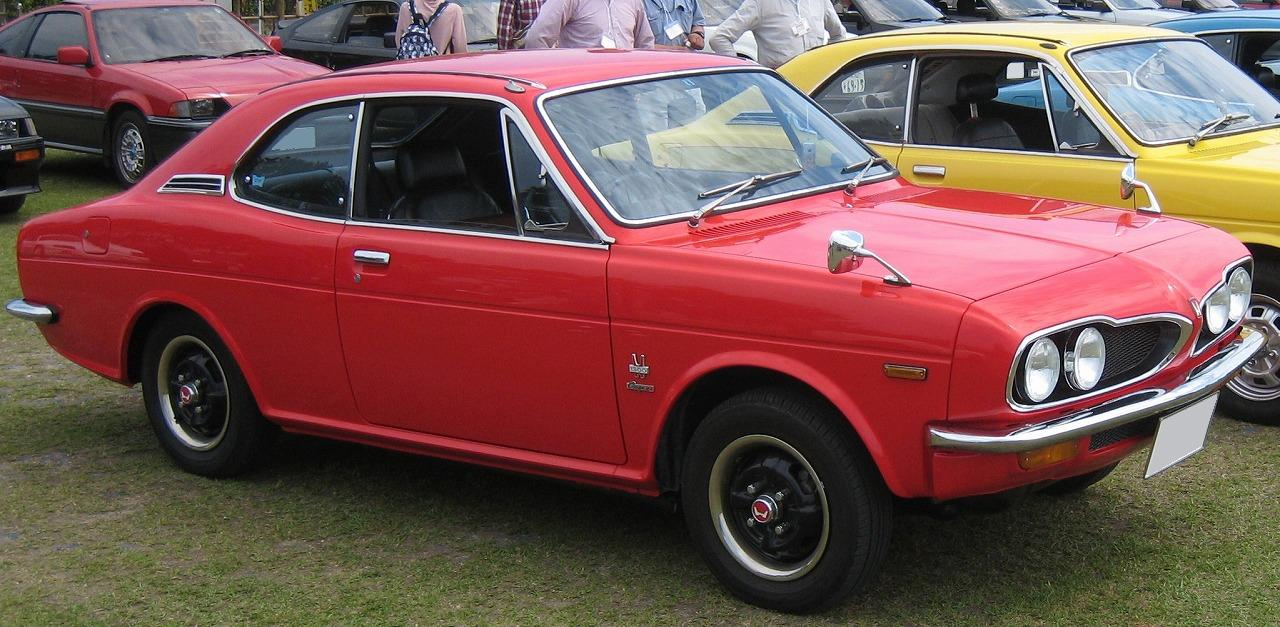
Honda 1300 Coupe 7 S
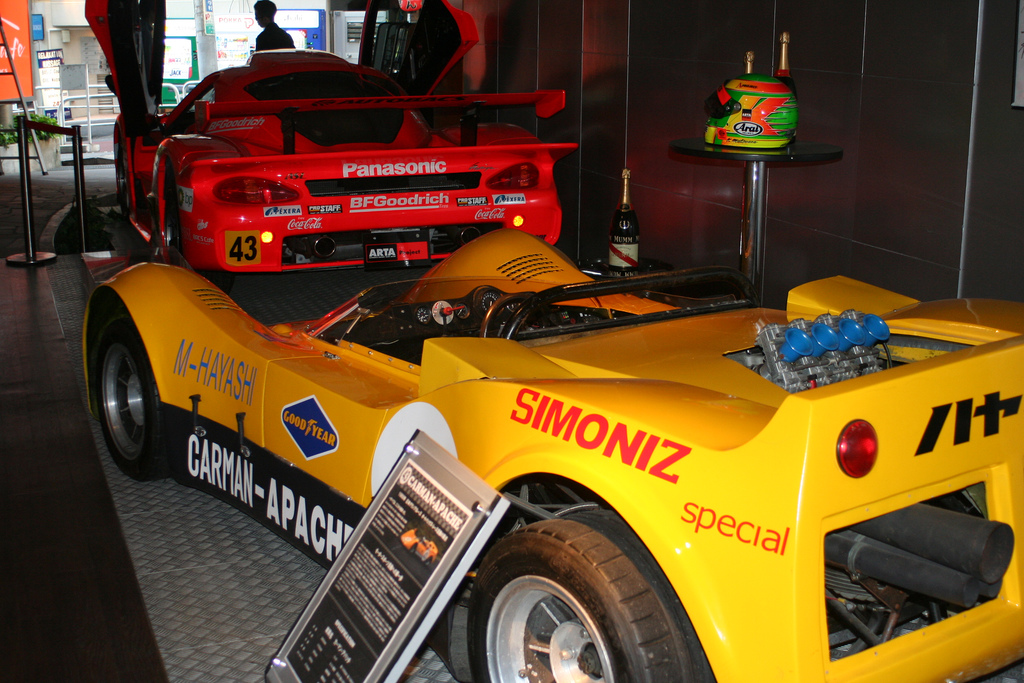
1969 Carman-Apache (гоночный автомобиль)
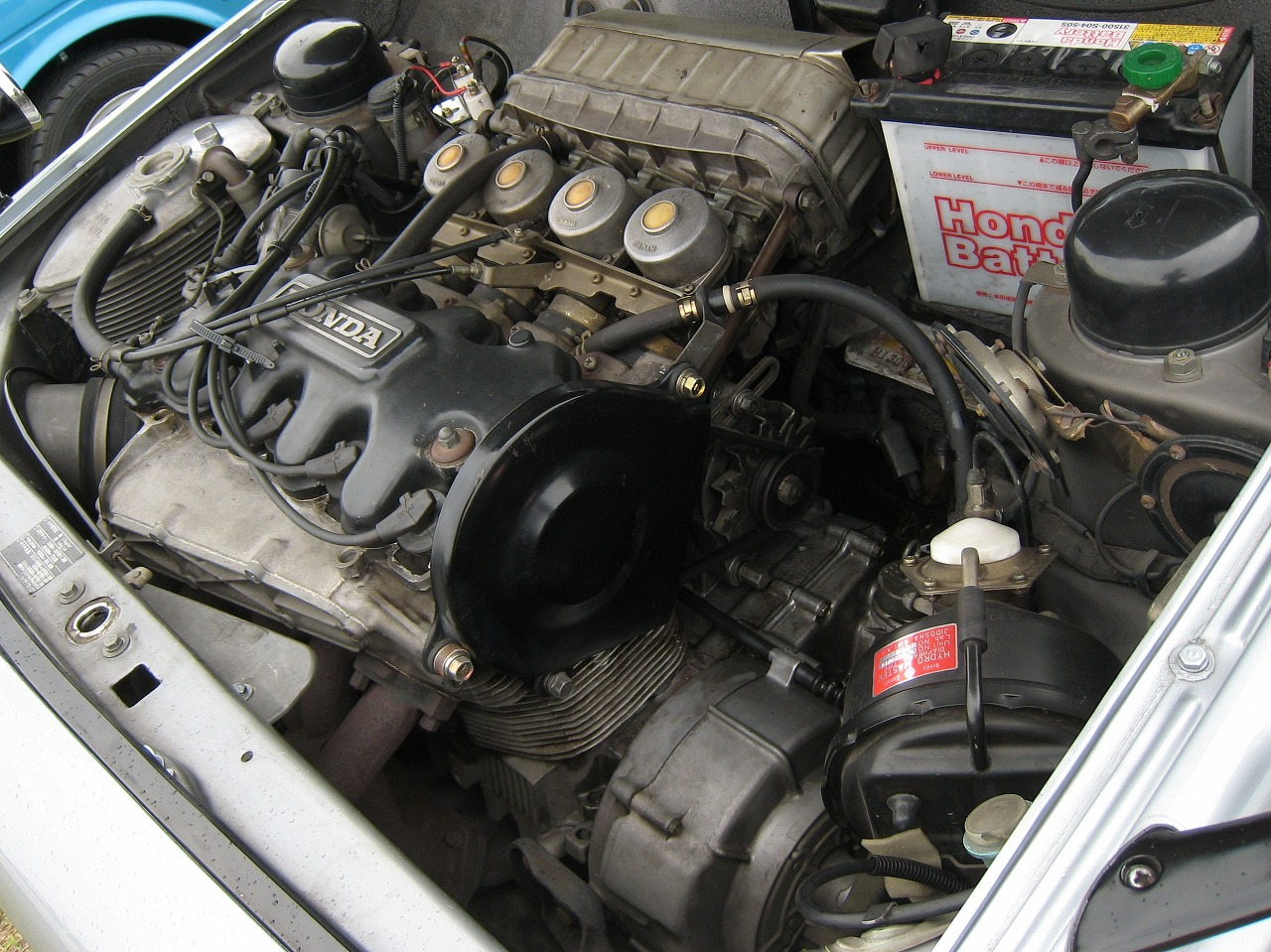
Моторный отсек Honda 1300 Series 99

## Honda 145

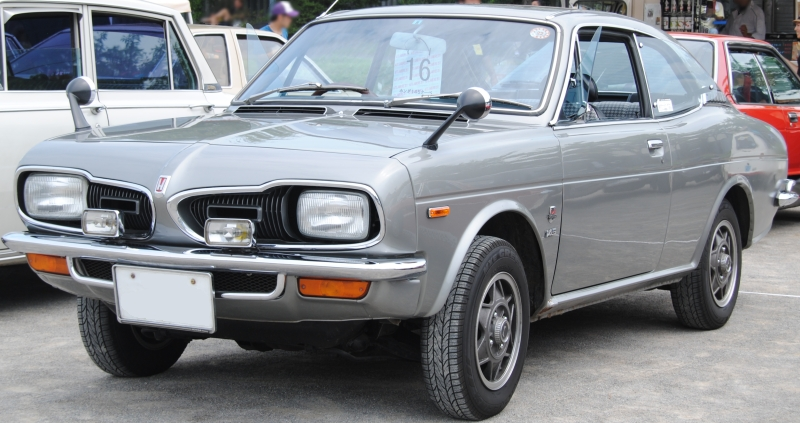
Honda 145 GL

В 1972 году на смену модели Honda 1300 пришла модель Honda 145. Автомобиль оснащён двигателем объёмом 1433 см3 с водяным охлаждением и впрыском топлива. Всего было выпущено 9736 экземпляров.
В октябре 1974 года производство Honda 145 было прекращено. До появления модели Prelude в 1978 году компания Honda не выпускала купе.